# Lemniskata Bernoulliego

Lemniskata Bernoulliego F_{1}, F_{2} – ogniska o współrzędnych i

Lemniskata Bernoulliego – krzywa płaska będąca zbiorem punktów, dla których iloczyn odległości od dwóch ustalonych punktów (ognisk lemniskaty) oddalonych o {\displaystyle 2a} jest stały i równy {\displaystyle a^{2}.} Lemniskata Bernoulliego jest szczególnym przypadkiem owalu Cassiniego.
Została ona opisana przez Jakoba Bernoulliego w 1694 roku, w czasopiśmie naukowym „Acta Eruditorum”.
Równania lemniskaty:
- we współrzędnych kartezjańskich[1]:
{\displaystyle (x^{2}+y^{2})^{2}=2a^{2}(x^{2}-y^{2}),}
- we współrzędnych biegunowych[1]:
{\displaystyle r^{2}=2a^{2}\cos 2\varphi ,}
- równanie parametryczne[potrzebny przypis]:
{\displaystyle x={\frac {a{\sqrt {2}}\cos t}{1+\sin ^{2}t}},\quad y={\frac {a{\sqrt {2}}\sin t\cos t}{1+\sin ^{2}t}},}    gdzie {\displaystyle t\in [0,2\pi ).}

Początek układu współrzędnych jest punktem rozgałęzienia. W punkcie tym są punkty przegięcia; równanie stycznych w tym punkcie: {\displaystyle y=\pm x.}
Przecięcie z osią {\displaystyle Ox{:}} {\displaystyle A,C(\pm a{\sqrt {2}},0);} ekstrema: {\displaystyle \pm {\frac {1}{2}}a{\sqrt {3}}} oraz {\displaystyle \pm {\frac {1}{2}}a} o argumentach {\displaystyle \varphi =\pm {\frac {1}{6}}\pi .}
Promień krzywizny {\displaystyle r=2a^{2}\!/3\rho .}
Pole powierzchni obu obszarów ograniczonych krzywą wynosi {\displaystyle 2a^{2}}.